# 콰이스토르오시쿠도
콰이스토르오시쿠도(Oxymycterus quaestor)는 비단털쥐과에 속하는 남아메리카 설치류이다. 브라질 남동부와 아르헨티나 북동부 지역에서 발견되며 숲과 습윤, 건조 관목 지대에서 서식한다.